# Le Triomphe de Galatée
Le Triomphe de Galatée est une peinture de Raphaël, une fresque (295 × 224 cm), réalisée en 1513 pour la Villa Farnesina, à Rome.

## Histoire
La fresque est une partie de la commande que Raphaël a reçue du banquier siennois Agostino Chigi afin de décorer l'intérieur de la Villa Farnesina à Rome.
La Farnesina a été construite pour le banquier siennois Agostino Chigi, un des hommes les plus riches de l'époque. Par la suite, la famille Farnèse a acheté la villa et l'a renommé.
La fresque est une scène mythologique faisant partie de la décoration de la galerie ouverte de l'édifice, une série jamais terminée, qui a été inspirée de le  Stanze per la giostra  du poète Ange Politien.

## Thème
Dans la mythologie grecque, la belle Galatée était tombée amoureuse du berger Acis, restant sourde aux avances du cyclope Polyphème, qui, après avoir découvert les deux amants ensemble, tua Acis à l'aide d'un énorme rocher.

## Description
Raphaël a choisi la scène de l'apothéose de la nymphe (Stanze, I, 118-119). Galatée apparaît entourée d'autres créatures de la mer dont les formes sont quelque peu inspirées par Michel-Ange, alors que les couleurs vives et la décoration sont censées être d'inspiration romaine antique.
La fresque est divisée en quatre parties égales dont l'axe vertical est constitué par le corps de Galatée et l'axe horizontal par la ligne d'horizon. La composition est organisée sur base d'un grand cercle à partir duquel se répartissent les personnages.
Galatée au centre est représentée en contrapposto, une jambe fléchie, l'autre tendue avec une torsion du corps et de la tête dans un sens opposé regarde vers le ciel. Toutes les lignes du tableau, notamment les flèches que s’apprêtent à tirer les angelots convergent vers elle.
À gauche, un triton  enlève une néréide ; derrière eux, un autre triton utilise un coquillage comme une trompette. Galatée dans une conque, qui a la particularité de posséder une roue à aubes, tirée par deux dauphins, vogue sur les eaux, ignorant les chants du cyclope qui tente de la séduire, son regard totalement détaché de l’agitation qui l’entoure. À droite, au contraire, c’est la femme qui enlace un homme et un autre souffle dans une trompette.
Tout en bas du tableau, au premier plan et en position centrale, un angelot allongé sur une draperie mauve regarde dans le même sens que Galatée et semble glisser sur la mer calme dans la même direction.

Détails
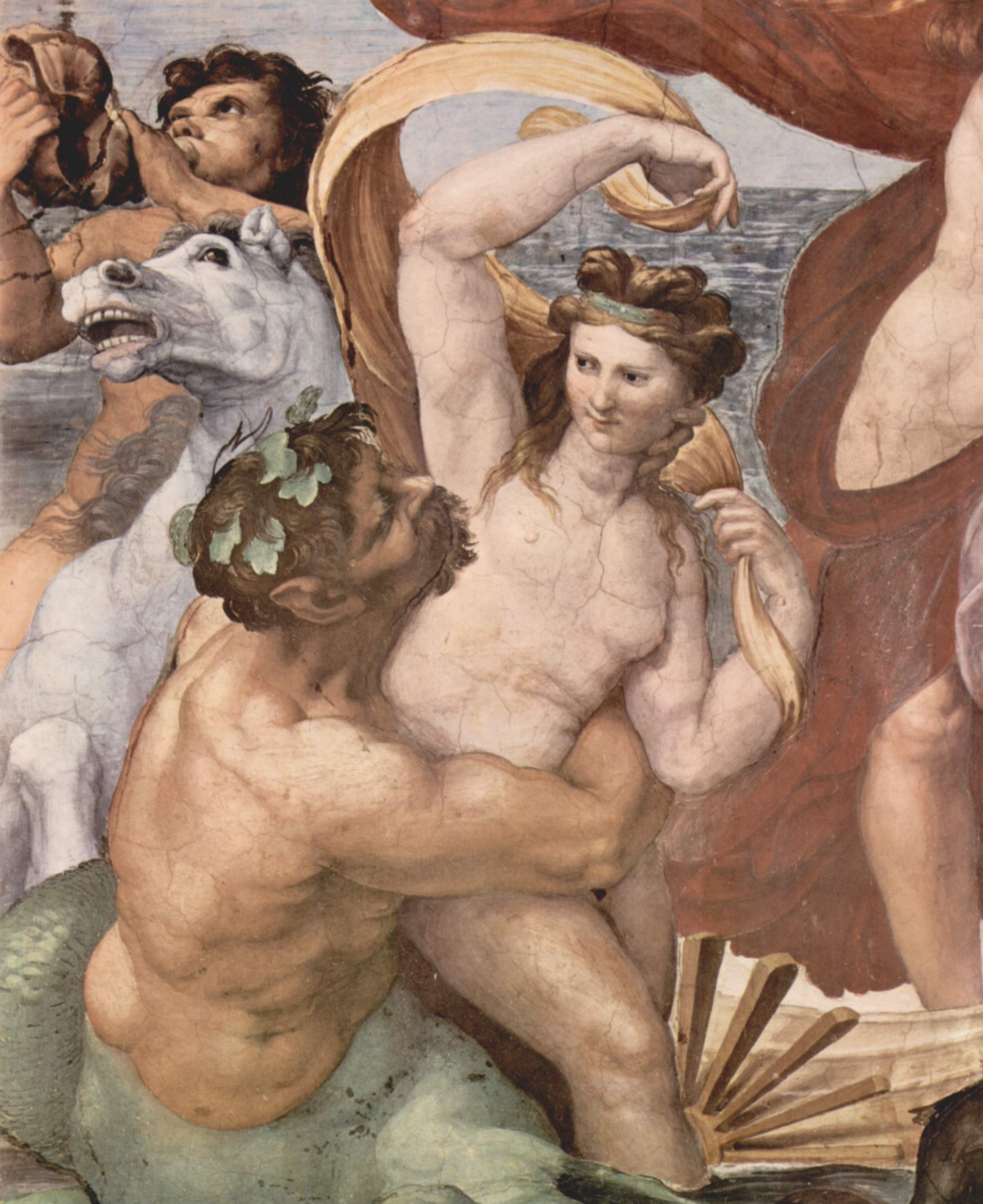
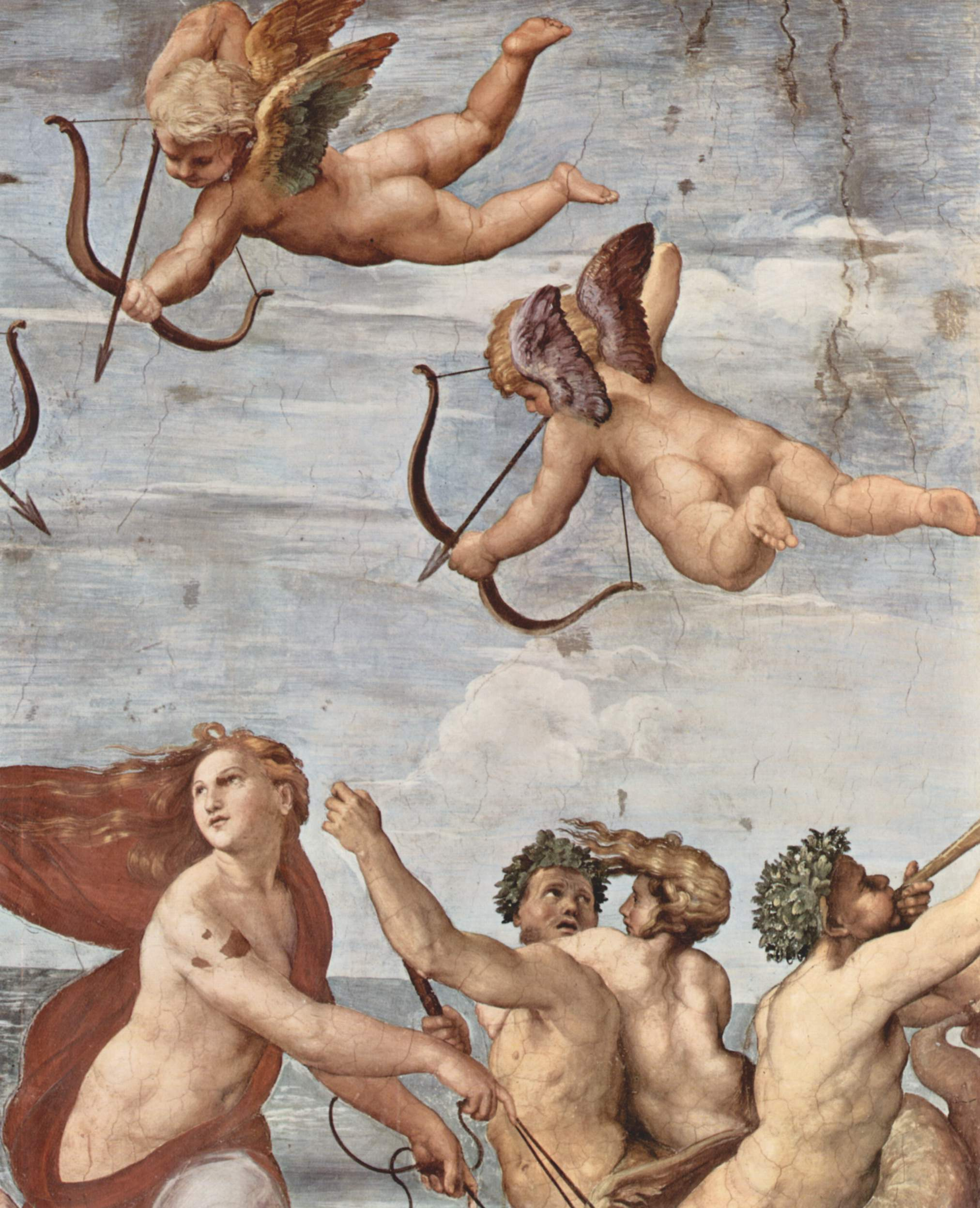
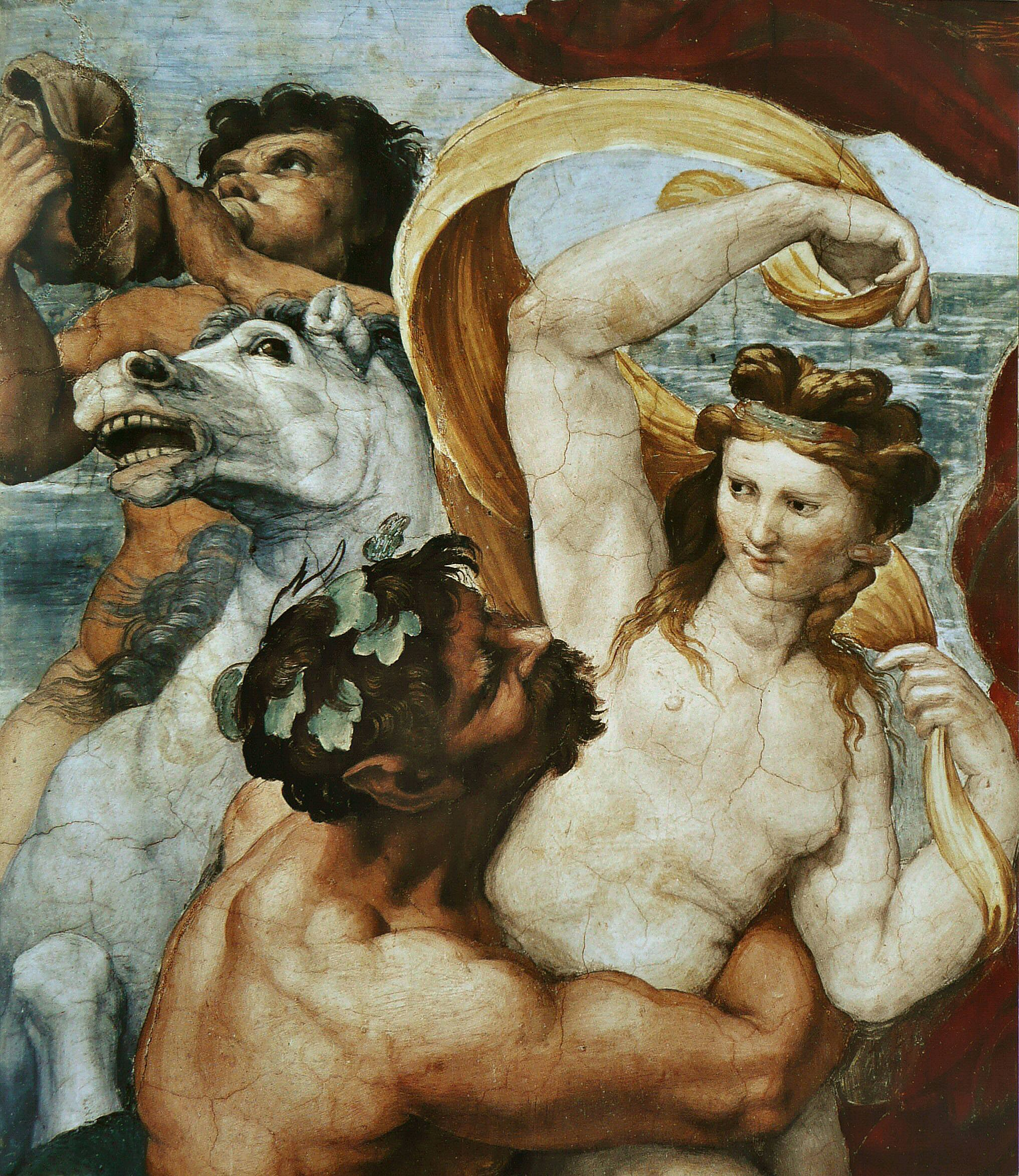

## Analyse
Alors que certains ont vu dans le modèle de Galatée l'image de la courtisane Imperia, amante d'Agostino Chigi, Giorgio Vasari a écrit que Raphaël n'a pas peint Galatée comme une personne humaine, mais pour représenter l'idéal de la Beauté.
Son regard, dirigé vers les amours qui la visent de leurs flèches, symbolise l'Amour platonique.
Le mouvement du bras droit de la nymphe placée aux pieds de la fille de Nérée rappelle celui de la Volupté dans Hercule à la croisée des chemins d'Albrecht Dürer, artiste avec qui Raphaël eut des échanges artistiques.

## Postérité
La fresque fait partie du musée imaginaire de l'historien français Paul Veyne, qui le décrit dans son ouvrage justement intitulé Mon musée imaginaire.